# 파울리아르바레이
파울리아르바레이(Pauli Arbarei)는 이탈리아 사르데냐 섬의 수드사르데냐도에 있는 코무네로, 칼리아리에서 북서쪽으로 약 50 킬로미터 (31 mi), 산루리에서 북쪽으로 약 11 킬로미터 (7 mi) 떨어져 있다.
파울리아르바레이는 다음 지방 자치체와 접한다: 라스 플라사스, 루나마트로나, 시디, 투일리, 투리, 우사라마나, 빌라마르. 경제는 주로 농업과 축산업에 기반을 둔다.